# Тайфунник бугіойський
Тайфу́нник бугіойський (Pterodroma deserta) — вид буревісникоподібних птахів родини буревісникових (Procellariidae). Мешкає в Атлантичному океані, гніздовий ендемік Мадейри. Раніше вважався конспецифічним з мадерійським або азорським тайфунником, однак був визнаний окремим видом.

## Опис
Бугіойський тайфунник — морський птах середнього розміру, середня довжина якого становить 35 см. Верхня частина тіла сіра, верхня частина голови темна, на крилах темна М-подібна пляма. Нижня частина тіла біла, на верхній частині грудей нечіткий блідо-сірий "комір". Нижня сторона крил переважно темно-сіро-коричнева. Загалом забарвлення бугіойських тайфунників є майже ідентичне до забарвлення мадерійських тайфунників, однак дзьоб у них дещо коротший і товщий, а крила коротші.

## Поширення і екологія
Бугіойські тайфунники гніздяться лише на невеликому, безлюдному острові Бужіу в групі островів Дезерташ, розташованих за 25 км на південний схід від острова Мадейра. Дослідження показали, що під час негніздового періоду вони зустрічаються в п'яти районах Атлантики, два з яких розташовані біля узбережжя Бразилії, один біля островів Кабо-Верде, один у південно-східного узбережжя США і один в пелагічному районі в центральній частині Південної Атлантики. Птахів, схожих на бугіойських тайфунників, неодноразово зустрічали біля берегів Західної Європи, однак, враховуючи, що відрізнити їх від мадерійських і азорських тайфунників майже неможливо, жоден з цих птахів не був ідентифікований, як той чи інший вид.
Бугіойські тайфунники ведуть пелагічний спосіб життя, живляться переважно кальмарами і дрібною рибою. На початку червня повни повертають до гніздових колоній, де гніздяться в норах, виритих в ґрунті, або іноді в тріщинах серед скель, на висоті від 80 до 300 м над рівнем моря. В кладці 1 яйце, пташенята покидають гніздо в грудні.

## Збереження
МСОП класифікує цей вид як вразливий. За оцінками дослідників, популяція бугіойських тайфунників становить від 320 до 360 дорослих птахів.